# محمد مختاری (بازیگر)
محمد باقر مختاری (۱۵ مرداد ۱۳۴۵ در خرمشهر) بازیگر ایرانی سینما و تلویزیون و فارغ‌التحصیل رشته تئاتر است. 
او فعالیت خود را در سینما با بازی در فیلم ضربه آخر به کارگردانی داوود موثقی آغاز کرد.وبا سریال بسوی افتخار به شهرت رسید.

## کارنامهٔ هنری

### سینما
- شب بخیر فرمانده (۱۳۸۴) انسیه شاه‌حسینی
- شغال (۱۳۸۴) اصغر نصیری
- ضربه آخر (۱۳۷۲) داوود موثقی

### تلویزیون
| سال  | مجموعه               | کارگردان                |
| ---- | -------------------- | ----------------------- |
| ۱۴۰۲ | مسابقه تعاملی کهکشان | محمد صادقی راد          |
| ۱۴۰۰ | گاندو ۲              | جواد افشار              |
| ۱۳۹۹ | آخر خط               | علیرضا مسعودی           |
| ۱۳۹٨ | سلام آقای مدیر       | علیرضا توانا            |
| ۱۳۹۲ | آسمان من             | محمدرضا آهنج            |
| ۱۳۹۰ | سراب                 | حسین سهیلی‌زاده          |
| ۱۳۸۷ | هویت                 | مهدی ودادی              |
| ۱۳۸۶ | فراموشی              | رضا ایران منش           |
| ۱۳۸۵ | پنجره                | سید وحید حسینی          |
| ۱۳۸۵ | روزهای اعتراض        | حسین سهیلی‌زاده          |
| ۱۳۸۲ | رانت‌خوار کوچک        | حسین سهیلی‌زاده          |
| ۱۳۷۹ | خاک سرخ              | ابراهیم حاتمی کیا       |
| ۱۳۷۸ | روزگار جوانی         | شاپور قریب و اصغر توسلی |
| ۱۳۷۷ | به سوی افتخار        | سیروس مقدم              |
| ۱۳۷۷ | شرکت                 | عبدالله باکیده          |
| ۱۳۷۵ | دومین انفجار         | نادر مقدس               |
| ۱۳۷۴ | وکلای جوان           | بهرام کاظمی             |

### تئاتر
- نمایش شب (۱۳۷۴) مریم معترف
- تله تئاتر استپان (۱۳۷۲) جاوید مهتدی
- نمایش باغ آلبالو (۱۳۷۱) رکن الدین خسروی
- نمایش ادیپوس (۱۳۷۰) رکن الدین خسروی
- نمایش کوهولین (۱۳۶۹) رکن الدین خسروی